# Enrique Bolaños
Enrique José Bolaños Geyer (født 13. maj 1928 i Masaya, død 14. juni 2021) var Nicaraguas præsident fra 2002-2007. Bolaños' familie har spanske og tyske rødder.
Han var modstander af 1980'ernes sandinistiske regering, hvilket medførte et kortvarigt fængselsophold, intimidering, trusler fra regeringen og politisk forfølgelse. Hans succesrige landbrugsproduktionsvirksomhed, SAIMSA, blev konfiskeret af den sandinistiske regering.
Under sin forgænger, Arnoldo Alemán, var Bolaños vicepræsident. Den 6. november 2001 slog han Daniel Ortega fra Sandinista-partiet i præsidentvalget, og blev indsay som landets præsident den 10. januar 2002. I december 2006 tabte han et nyt valg til Daniel Ortega og bliver afløst den 11. januar 2007 af denne.